# HCAW
L'HCAW (Honkbal Club Allen Weerbaar) è una squadra di baseball e softball olandese con sede a Bussum. Milita attualmente nella Hoofdklasse, massimo livello del campionato olandese di baseball, di cui vanta il record di partecipazioni: 56 (al 2023).

## Storia
La società fu fondata il 23 settembre del 1957. La promozione nella massima divisione del campionato avvenne nel 1967: da allora ha preso parte a tutte le stagioni della Hoofdklasse, fatta eccezione per il 1983. Soltanto dagli anni novanta, tuttavia, l'HCAW raggiunse i migliori risultati. Nel 1996, dopo una finale persa nel 1991, arrivò il primo titolo nazionale contro il Kinheim. Due anni dopo riuscì a ripetersi contro il Neptunus di Rotterdam, il quale però sconfisse la formazione di Bussum nella Holland Series per ben sei volte nei sette anni successivi.
L'HCAW si distinse anche in campo internazionale raggiungendo la finale di Coppa Europa nel 2002 (persa ancora col Neptunus) e nel 2005 (sconfitto dal Grosseto Baseball). Nei Paesi Bassi, dopo il 2005, tornò a disputare i play-off soltanto a partire dal 2017. Nel 2022 l'HCAW vinse per la terza volta la Holland Series, imponendosi per 4-0 sul Neptunus.
La stagione permise al club di qualificarsi all'European Champions Cup 2023 che vide il HCAW laurearsi campione d'Europa per la prima volta nella storia, vincendo il trofeo tra le mura amiche.

## Palmarès
- Campionati olandesi: 3

1996, 1998, 2022
- Coppa dei Paesi Bassi: 2

1998, 2004
- Coppe dei Campioni: 1

2023
- Coppa delle Coppe: 1

2000

### Finali perse
- Holland Series: 8

1991, 1997, 1999, 2001, 2002, 2003, 2004, 2005
- Coppa dei Campioni: 2

2002, 2005
- Coppa delle Coppe: 2

1992, 2001
- Coppa CEB: 1

1995

## Softball
La sezione di softball femminile fu istituita nel 1966, ma comincia a partecipare alle competizioni soltanto quattro anni più tardi. Questa squadra raggiunse successi notevoli dal 1985 al 1998, quando si impose sulla scena nazionale ed europea vincendo nove campionati e sette Coppe Europa. Nel XXI secolo subì un declino e retrocesse. Ora disputa il campionato di terzo livello.

### Palmarès

#### Competizioni nazionali
- Campionati olandesi: 9

1985, 1987, 1988, 1990, 1991, 1992, 1993, 1995, 1997

#### Competizioni internazionali
- Coppe dei Campioni: 7

1988, 1990, 1992, 1993, 1994, 1995, 1998